# 케이프문둥이박쥐
케이프문둥이박쥐(Neoromicia capensis)는 애기박쥐과에 속하는 박쥐의 일종이다. 사하라 이남 아프리카에서 발견된다. 앙골라와 베넹, 보츠와나, 부룬디, 카메룬, 중앙아프리카공화국, 콩고공화국, 콩고민주공화국, 코트디부아르, 적도기니, 에리트레아, 에티오피아, 가봉, 가나, 기니, 기니비사우, 케냐, 레소토, 라이베리아, 말라위, 모잠비크, 나미비아, 나이지리아, 시에라리온, 소말리아, 남아프리카공화국, 수단, 에스와티니, 탄자니아, 토고, 우간다, 잠비아, 짐바브웨에서 발견되고 지부티에서도 서식하는 것으로 추정하고 있다.

## 서식지 및 생태
자연 서식지는 아열대 또는 열대 기후 지역의 건조림과 습윤 저지대 숲, 건조 사바나와 습윤 사바나 지역, 초원 지대, 총림 지대와 아카시아 산림이지만, 좀 더 건조한 지역인 사막 지대에서의 기록은 없다. 약 20마리까지 작은 무리를 이루어, 나무 껍질 아래와 나무 구멍 속, 건물의 벽과 천장 밑 등에 매달려 생활한다.